# Bitka za vojarnu u Bjelovaru
Bitka za Bjelovar bila je dio bitke za vojarne za vrijeme Domovinskog rata.

## Uvodne okolnosti
Međunarodna konferencija o Jugoslaviji bila je u tijeku, Jugoslaviji su oduzeti atributi, primicao se kraj moratorija na hrvatsko proglašenje neovisnosti. Da bi Hrvatsku onemogućili u obrani i prošli sa što manjim gubitcima, odlučili su zadržati ključne gradove po svaku cijenu, a izolirane snage međusobno spojiti. 
Bjelovar je bio grad s bitnim vojarnama i velikim zalihama oružja i streljivom. Hrvatsko vodstvo bilo je toga svjesno, te su stoga odlučili spriječiti 265. motoriziranu oklopnu brigadu JNA i da sa sobom odveze desetke tenkova, oklopnjaka, VBR-ova, topova. Kao i na drugim mjestima po Hrvatskoj, hrvatske snage blokirale su vojarne i pregovarali o predaji.
Hrvatska je bila svjesna da se JNA planira iz Bjelovara spojiti sa snagama iz Virovitice i Okučana i tako presjeći Hrvatsku na tom dijelu. Bjelovar je bio grad s bitnim vojarnama i velikim zalihama oružja i streljivom. Hrvatsko vodstvo bilo je toga svjesno, te su stoga odlučili spriječiti otići elitnu 265. motoriziranu oklopnu brigadu JNA i da sa sobom odveze desetke tenkova, oklopnjaka, VBR-ova, topova, tako potrebnih hrvatskim braniteljima. Kao i na drugim mjestima po Hrvatskoj, hrvatske snage blokirale su vojarne i pregovarali o predaji. Iz vojarna se izvuklo pregovorima i pomaganjem u bijegu nesrpskim ročnicima i oficirima. Stanislav Pavlić je kao prvi predsjednik Kriznog štaba Bjelovar bio jedan od glavnih pregovarača s JNA u rujnu 1991. 

## Borbe
Planom "Bilogora" HV je 29. rujna 1991. napala i zauzela vojarnu.
U Bjelovaru mjesno hrvatsko vodstvo nije čekalo mišljenje iz središnjice. 29. rujna 1991. u 7 sati poduzeli su opći napad na vojarne. Akcija se dobro odvijala. Da bi pothvat prošao što bezbolnije, sve civile su izvukli prije toga. Pošlo im je za rukom zauzeti sve položaje JNA. Ostala je glavna vojarna vojarna "Božidar Adžija" na Vojnoviću u samom gradu i objekti JNA u okolici Bjelovara. Hrvatska snage su ih blokirale i napale. U vojarni se vojska ukopala. Zadrti oficir JNA, pukovnik Rajko Kovačević rasporedio je tenkove. Zapovijedio je paljbu. Uništavanje okolnih kuća, na desetke njih, počelo je. Jedan od tenkova napustio je vojarnu i pucao po kućama oko vojarne i jako ih oštetio. Još nitko nije slutio kakvo se razaranje sprema Bjelovaru. Uništavanje skladišta oružja u 10 i 17 minuta kazalo je šta se sprema. Tijekom dana bilo je razmjenivala se pješačka i minobacačka paljba. Više minobacačkih granata palo je i na crkvu sv. Terezije Avilske pri čemu su poginule tri žene. 
Izvrsnim radom hrvatskih vezista koji su dvaput razbili agresorsku šifru, i olakšali prisluškivanje. čime se izbjeglo veće žrtve, a dotad je već bilo 15 poginulih. Doznali su da je pukovnik JNA Rajko Kovačević naručio zračni udar na Bjelovar razmjera rušenja cijelog grada. Čim su to shvatili da će u roku od 30 minuta doznali da će JNA bombardirati Bjelovar iz zraka, pokrenuli su napad. Požurnice zapovjednika JNA Kovačevića i podređenih oficira potvrdile su da se nisu namjeravali predati. Mrak se primicao. Da bi se izbjeglo nepotrebnu pogibelj i umjesto ubijanja omogućilo predaju i razmjenu kao zarobljenike, hrvatski su branitelji prije nego što su ušli u krug vojarne naložili agresorima presvući se u bijele majice da bi ih se u uvjetima smračivanja mogli razlikovati.
Hrvatske su snage u sumrak oko 20 sati oslobodili vojarnu. Zarobili su vojnike, ispitali ih i potom pustili. Zarobljene oficire JNA, njih pedesetak razmijenili su poslije. Trojica glavnih zapovjednika JNA: pukovnik Rajko Kovačević, potpukovnik Miljko Vasić i kapetan prve klase Dragiša Jovanović, pronađeni su mrtvi. JNA je tvrdila da su strijeljani, Bjelovarci da su se međusobno pobili. S obzirom na to da je zapovjednik vojarne JNA pukovnik Kovačević bio odjeven u tenkovsku borbenu uniformu, a druga dvojica u bijele majice, hrvatska strana opravdano smatra da je bilo razilaženja među njima i obračuna. Zaplijenjeno je od 265. oklopne brigade JNA 140 različititih vozila. Jadno naoružanoj Hrvatskoj pogođenoj međunarodnom izolacijom ta dragocjena vozila su poslali na ostala ratišta.
JNA je po BiH u vojarnama vojnicima tijelo mrtvog zapovjednika zlorabila za ratnohuškačku propagandu i širenje laži, radi potpirivanja mržnje prema Hrvatima. Prikazivala je lijes s tijelom pukovnika Kovačevića kao "hrabrog komandanta kojega su strijeljali ustaše". Kovačević i Jovanović postumno su odlikovani. Vasić nije odlikovan, što jača priču o sukobu trojice glavnih zapovjednika brigade.
Skladište je bilo druge sudbine. Okruženo i pod napadom, major JNA Milan Tepić zapovijedio je vojnicima, predati se, a sam ostao u skladištu. Prije toga je dao izvesti da se sva skladišta streljiva miniraju. Nije bio dovoljno koncentriran, hrvatski su branitelji razminirali pa nisu sve četiri zgrade s 1700 tona streljiva i eksploziva ostale minirane. Kad su hrvatske snage ušle u objekt, u 10 sati i 17 minuta, aktivirao je eksploziv i napravio je teroristički čin. Uspio je uništiti tek jedno skladište, ali uz strašne posljedice. 170 tona eksplozivnih sredstava snažno je eksplodiralo, poginuo je on i još 11 hrvatskih vojnika. Nad gradom se nadvila "gljiva" kao iza eksplozije atomske bombe. Ostao je veliki krater, šuma je izgorila. Eksplozija je oštetila stotine okolnih kuća u krugu od 12 kilometara. Mjesto eksplozije danas je spomen-područje Barutana u šumi Bedenik. Srećom su to bili najmanje eksplozivne tvari, jer u drugima su bili protutenkovski eksplozivi. Major Milan Tepić u Srbiji se slavi kao ratni heroj, po njemu su nazvane ulice u Beogradu, Novom Sadu, Banjaluci i Bačkoj Palanci.

## Sankcije
Općinsko je tužiteljstvo zbog uništavanja grada i ubijanja civila pokrenulo kaznenu prijavu protiv nekih oficira JNA koji su zapovjedili žestok napad na Bjelovar. Prva je optužnica obuhvatila dvojicu, a plan je bio proširiti optužnicu na još 5-6 neprijateljskih oficira, koji su u trenutku sastavljanja optužnice bili u Srbiji. Te 2005., dok se oksimoronski obnavljalo suđenja hrvatskim braniteljima zbog "ratnih zločina nad vojnicima i oficirima JNA 1991.", Bjelovar je riješio "stvari i istinu o Hrvatskoj 1991." staviti na pravo mjesto.

## Spomen
Na području nekadašnje Barutane uređeno je spomen područje. U spomen na oslobođenje Bjelovara od JNA, kao i na tragičan događaj u kojem je poginulo jedanaest hrvatskih vojnika, svake se godine na dan 29. rujna u Bjelovaru održava "Mimohod pobjednika", koji započinje na središnjem gradskom parku, a završava na Spomen području Barutana.